# Палиграце
Палиграце је насељено место у градској општини Црвени крст на подручју града Ниша у Нишавском управном округу. Налази се на југоистоку Алексиначке котлине, на око 17 км северно од центра Ниша. Према попису из 2022. имало је 215 становника, а 1991. је имало 422 становника).

## Историја
Оскудност преисторијских, античких и средњовековних података даје привид ненасељености палиграчког и суседних атара. Познато је, међутим, да је један попречни римски пут пролазио долином Топоничке реке према Голаку, као и да је град Железник (чији се остаци и данас виде код Миљковца) штитио средњовековну жупу Тополницу, у чијем саставу се налазио и атар данашњег села. Етимолошка основа назива Палиграце упућује на словенску заснованост, а турски попис из 1498. године наводи га као веће село (Периграх) са преко 50 кућа. Према турском попису нахије Ниш из 1516. године, место је било једно од 111 села нахије и носило је назив „Париграц“, а имало је 73 куће, 6 удовичких и 20 самачких домаћинстава. Као веће село са преко 30 домова помиње се и у попису 1564. године. Аустријске уходе с краја 18. века (1783. и 1784. године) помињу га под данашњим називом и наводе да је имало 30 кућа.
После ослобођења од Турака Палиграце се предоминантно развијало као ратарско-сточарско и горосечко село. Због већег комплекса обрадиве и плодније земље, Палиграце је, с Велепољем и Крављем, показивало већи степен самосталности у односу на Миљковац, Паљину и Берчинац. Палиграце је свој пољопривредни карактер, најпре на преовлађујућим натуралним а касније на тржишним основама, задржало и после Првог светског рата. Почетком 20. века (1910) село је имало 50 домаћинстава и 409 становника, а 1921. године у 60 домаћинстава и 500 становника.
Од шездесеетих година 20. века снажније су се испољиле и тенденције исељавања и дошло је до застаревања села (старачка домаћинства). Према пописним подацима у селу је у 1971. години било 127 пољопривредних, 28 мешовитих и 4 непољопривредна домаћинства.

## Живот
Село нема ни канализацију ни водовод. Пре десетак година издвајана су средства за изградњу водовода, део водоводних цеви је положен али водовод никада није прорадио.
До Ниша се стиже приградским аутобусом: приватним или линијом „Ниш Експреса“ Ниш-Врело. Вожња приватним аутобусом је знатно јевтинија, док „Ниш Експрес“ за поласке из Ниша путницима наплаћује и перонске карте јер је полазак аутобуса измештен на међуградску аутобуску станицу.
Сеоска школа има 4 ученика и о њима се стара један учитељ. Најближа бензинска пумпа удаљена више од 10 km и домаћинства без путничког аутомобила имају проблем са набавком горива за пољопривредне машине. Услед недостатка телефонских веза, амбуланте, продавнице и релативне удаљености услед лоших путева, приметан је константан пад становништва и стандарда живота. Данас у селу углавном живе стари, док су се млади одселили и само повремено обилазе имања и родбину. Све је више необрађених парцела, а ниске откупне цене жита и стоке су свеле пољопривредну производњу само за потребе домаћинства.
Село је својевремено имало пољопривредна задругу која је децедесетих година потпуно уништена. Сем приватне фарме пилића која запошљава пар људи, и мале стругаре на главном друму, нема никакве привредне или занатске активности. Услед слабог економског значаја ово село су увек заобилазиле републичке и нишке власти, а део пута до села се повремено одржава само захваљујући сталној аутобуској линији. Током снежних мећава дешава се да је село потпуно одсечено од света.
У предизборној кампањи 2008. године тадашњи градоначелник Ниша, Смиљко Костић, је обећао сељацима нови пут. На дан пред изборе део улица кроз село је асфалтиран јако танким слојем асфалта и повезује главни друм са фармом пилића. Пошто је асфалт стављан без потребне подлоге улице су брзо пропале, Костић није остао градоначелник, и остатак улица је остао мало боље утабан али не и пресвучен слојем асфалта. Улице имају скромну расвету са ретких бандера.

## Саобраћај
До насеља се може доћи приградском линијом 32Л ПАС Ниш - Чамурлија - Горња Топоница - Берчинац - Паљина - Миљковац - Вело Поље - Палиграце.

## Демографија
У насељу Палиграце живи 239 пунолетних становника, а просечна старост становништва износи 53,0 година (53,4 код мушкараца и 52,7 код жена). У насељу има 84 домаћинстава, а просечан број чланова по домаћинству је 2,56.
Ово насеље је великим делом насељено Србима (према попису из 2002. године), а у последња три пописа, примећен је пад у броју становника.
|  |

| Демографија | Демографија | Демографија |
| Година      | Становника  | Становника  |
| ----------- | ----------- | ----------- |
| 1948.       | 742         |             |
| 1953.       | 772         |             |
| 1961.       | 726         |             |
| 1971.       | 616         |             |
| 1981.       | 527         |             |
| 1991.       | 422         | 422         |
| 2002.       | 353         | 353         |
| 2011.       | 269         |             |
| 2022.       | 215         |             |

| Етнички састав према попису из 2002.‍ | Етнички састав према попису из 2002.‍ | Етнички састав према попису из 2002.‍ | Етнички састав према попису из 2002.‍ | Етнички састав према попису из 2002.‍ |
| ------------------------------------ | ------------------------------------ | ------------------------------------ | ------------------------------------ | ------------------------------------ |
|                                      |                                      |                                      |                                      |                                      |
| Срби                                 | Срби                                 |                                      | 350                                  | 99,15%                               |
| Роми                                 | Роми                                 |                                      | 1                                    | 0,28%                                |
| Македонци                            | Македонци                            |                                      | 1                                    | 0,28%                                |
| непознато                            | непознато                            |                                      | 1                                    | 0,28%                                |

| Година пописа     | 1948. | 1953. | 1961. | 1971. | 1981. | 1991. | 2002. |
| ----------------- | ----- | ----- | ----- | ----- | ----- | ----- | ----- |
| Број домаћинстава | 125   | 139   | 157   | 159   | 160   | 147   | 137   |

| Број чланова      | 1  | 2  | 3  | 4  | 5 | 6 | 7 | 8 | 9 | 10 и више | Просек |
| ----------------- | -- | -- | -- | -- | - | - | - | - | - | --------- | ------ |
| Број домаћинстава | 34 | 57 | 13 | 16 | 8 | 4 | 2 | 3 | 0 | 0         | 2,58   |

| Пол    | Укупно | Неожењен/Неудата | Ожењен/Удата | Удовац/Удовица | Разведен/Разведена | Непознато |
| ------ | ------ | ---------------- | ------------ | -------------- | ------------------ | --------- |
| Мушки  | 155    | 19               | 114          | 21             | 1                  | 0         |
| Женски | 165    | 13               | 109          | 39             | 4                  | 0         |
| УКУПНО | 320    | 32               | 223          | 60             | 5                  | 0         |

| Пол    | Укупно                    | Пољопривреда, лов и шумарство | Рибарство                            | Вађење руде и камена | Прерађивачка индустрија       |
| ------ | ------------------------- | ----------------------------- | ------------------------------------ | -------------------- | ----------------------------- |
| Мушки  | 115                       | 77                            | 0                                    | 0                    | 18                            |
| Женски | 97                        | 81                            | 0                                    | 0                    | 7                             |
| УКУПНО | 212                       | 158                           | 0                                    | 0                    | 25                            |
| Пол    | Производња и снабдевање   | Грађевинарство                | Трговина                             | Хотели и ресторани   | Саобраћај, складиштење и везе |
| Мушки  | 0                         | 6                             | 4                                    | 1                    | 1                             |
| Женски | 0                         | 0                             | 2                                    | 1                    | 0                             |
| УКУПНО | 0                         | 6                             | 6                                    | 2                    | 1                             |
| Пол    | Финансијско посредовање   | Некретнине                    | Државна управа и одбрана             | Образовање           | Здравствени и социјални рад   |
| Мушки  | 1                         | 1                             | 0                                    | 1                    | 3                             |
| Женски | 0                         | 0                             | 0                                    | 3                    | 1                             |
| УКУПНО | 1                         | 1                             | 0                                    | 4                    | 4                             |
| Пол    | Остале услужне активности | Приватна домаћинства          | Екстериторијалне организације и тела | Непознато            | Непознато                     |
| Мушки  | 1                         | 0                             | 0                                    | 1                    | 1                             |
| Женски | 1                         | 1                             | 0                                    | 0                    | 0                             |
| УКУПНО | 2                         | 1                             | 0                                    | 1                    | 1                             |